# Karel Reisz
Karel Reisz, född 21 juli 1926 i Ostrava, Tjeckoslovakien, död 25 november 2002 i Camden i London, var en tjeckiskfödd brittisk regissör, aktiv i Storbritannien efter andra världskriget.

## Biografi
Reisz var judisk flykting, och en av de 669 som räddades av Sir Nicholas Winton, medan hans föräldrar dog i Auschwitz. Han kom till England 1938, talade nästan ingen engelska, men tog bort sin utländska accent så snabbt som möjligt. Efter att ha genomgått Leighton Park School, anslöt han sig till Royal Air Force i slutet av kriget. Efter sin krigstjänst läste han naturvetenskap vid Emmanuel College i Cambridge och började skriva för filmtidskrifter, bl. a. Sight and Sound. Han grundade också tidningen Sequence tillsammans med Lindsay Anderson och Gavin Lambert 1947.
Reisz var en av grundarna av dokumentärfilmsrörelsen Free Cinema. Hans första kortfilm, Momma Don’t Allow (1955), regisserad tillsammans  med Tony Richardson, ingick i det första programmet som Free Cinema visade på National Film Theatre i februari 1956.  Hans film We are the Lambeth Boys (1958) representerade Storbritannien i filmfestivalen i Venedig. Av den gjorde BBC 1985 två uppföljande filmer om samma personer och ungdomsgård.
Sin första långfilm Lördagskväll och söndagsmorgon (1960) byggde han på en socialrealistisk roman av Alan Sillitoe och använde där många tekniker från sina tidigare dokumentärer. I synnerhet scener filmade i Raleigh-fabriken i Nottingham har karaktär av en dokumentär, och ger berättelsen en levande känsla av verisimilitude.
Den franske löjtnantens kvinna (1981) var förmodligen den mest framgångsrika av hans senare filmer med manus av Harold Pinter från John Fowles roman och spelad av Jeremy Irons och Meryl Streep. Sweet Dreams (1985), på countrysångerskan Patsy Cline och Dömd för mord (1990), med manus av Arthur Miller baserat på dennes pjäs var hans sista filmer för bio.

## Filmografi
- Lördagskväll och söndagsmorgon (1960)
- Natt i skräck (1964)
- Morgan - hur galen som helst (1966)
- Isadora (1968)
- Speldjävulen (1974)
- Who'll Stop the Rain (1978)
- Den franske löjtnantens kvinna (1981)
- Sweet Dreams (1985)
- Dömd för mord (1990)
- Performance (TV-serie) (1 avsnitt) (1994)